# Farxadbek Ïrïsmetov
Farxadbek Ïrïsmetov (in kazako Фархадбек Ирисметов?; in russo Фархадбек Равшанович Ирисметов?, Farchadbek Ravšanovič Irismetov; 10 agosto 1981) è un calciatore kazako, difensore dell'Ordabası.